# Bernard Barsi
Bernard César Augustin Barsi (Niza, 4 de agosto de 1942-Niza, 28 de diciembre de 2022) fue un arzobispo católico, profesor, teólogo y filósofo francés. Ejerció como arzobispo de Mónaco y como Gran Prior de la Orden de Caballería del Santo Sepulcro de Jerusalén en el país, entre mayo del 2000 y enero de 2020.

## Biografía
Nacido en la ciudad francesa de Niza el 4 de agosto de 1942. 
Durante su juventud descubrió su vocación religiosa y decidió entrar al seminario de Rencurel, luego entró en el Seminario Mayor de Niza donde estudió Filosofía y por último en el de Marsella en el que estudió Teología.

### Sacerdocio
El 28 de junio de 1969 fue ordenado sacerdote. Después de su ordenación pasó a formar parte de su diócesis natal ("la Diócesis de Niza"), en la cual inició su ministerio como párroco y vicario de la Parroquia de Saint-Étienne-de-Tinée. Seguidamente en 1972 trabajó en la oficina diocesana de vocaciones y en 1982 fue párroco de La Trinité (Alpes Marítimos), hasta 1991 que se hizo vicario general de la diócesis, hasta el 2000 que fue ascendido. 
Al mismo tiempo durante esa época, entre 1997-1998 fue el administrador diocesano en un periodo de sede vacante y también durante un periodo más largo de tiempo estuvo trabajando como profesor.

### Episcopado
El 16 de mayo del 2000, el papa Juan Pablo II lo nombró como nuevo Arzobispo de la Arquidiócesis de Mónaco. La consagración episcopal tuvo lugar el día 8 de octubre de ese año, en la Catedral de San Nicolás de Mónaco, cuyo consagrante principal fue el Obispo de Niza, Jean Marie Louis Bonfils (SMA).
Como nuevo arzobispo era el encargado de la administración de la iglesia y de celebrar todos los actos católicos del principado, así como los de la Casa de Grimaldi. Y también tras obtener este cargo también obtuvo el de Gran Prior de la Orden de Caballería del Santo Sepulcro de Jerusalén del país.
En el mes de abril de 2005, presidió el funeral de estado del Príncipe Raniero III de Mónaco.
El 2 de julio de 2011, casó al Príncipe Alberto II de Mónaco y a la Princesa consorte Charlène de Mónaco y el día 10 de mayo de 2015 bautizó a su hijo e hija: el Príncipe heredero Jaime de Mónaco y la Princesa y Condesa Gabriela de Mónaco.

## Condecoraciones
| Distinción                                                                                      |
| ----------------------------------------------------------------------------------------------- |
| Gran Prior en el Principado de Mónaco de la Orden de Caballería del Santo Sepulcro de Jerusalén |
| Caballero de la Gran Cruz de Gracia de la Sagrada Orden Militar Constantiniana de San Jorge     |
| Oficial de la Orden de Grimaldi                                                                 |